# Miroslav Medveď
Miroslav Medveď (* 2. března 1946) je bývalý slovenský fotbalový brankář.

## Fotbalová kariéra
V československé lize hrál za AC Nitra. Nastoupil v 11 ligových utkáních.

## Ligová bilance
| Ročník                                   | Zápasy | Góly | Klub     |
| ---------------------------------------- | ------ | ---- | -------- |
| 1. československá fotbalová liga 1971/72 | 7      | 0    | AC Nitra |
| 1. československá fotbalová liga 1972/73 | 4      | 0    | AC Nitra |
| CELKEM                                   | 11     | 0    |          |